# Espícula vírica

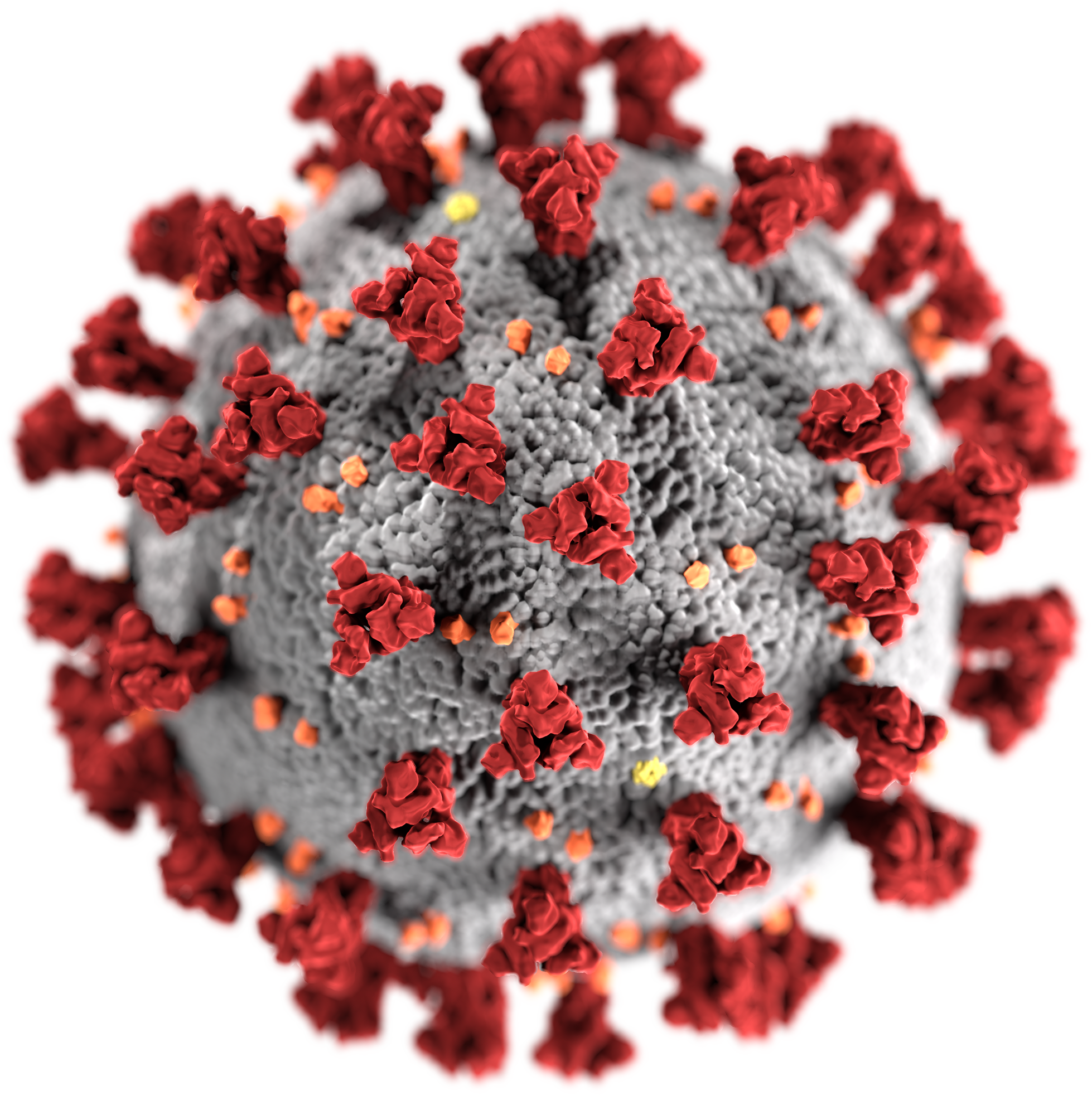
Les espícules (acolorides en vermell i taronja) d'un coronavirus.

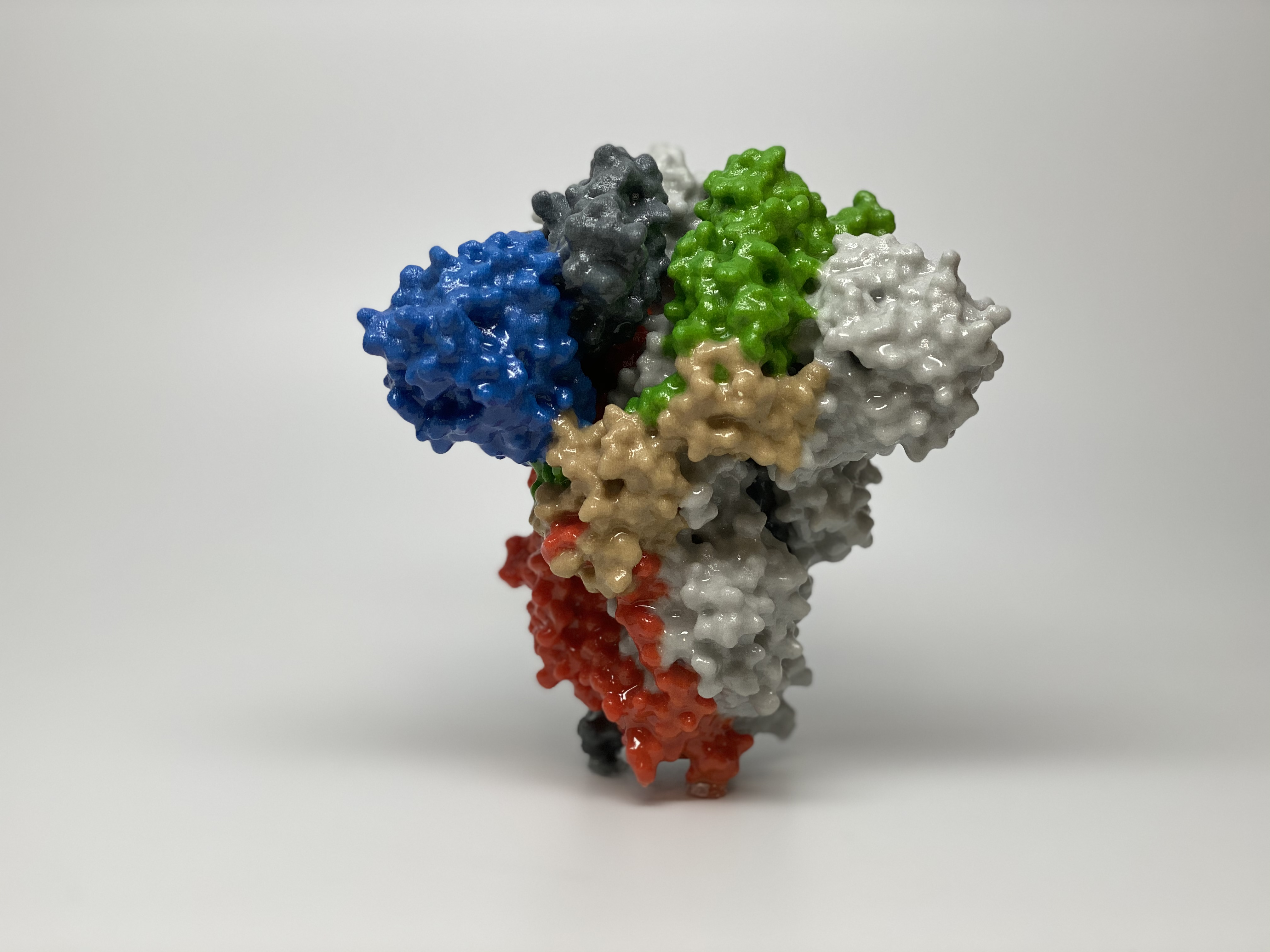
Imatge de la proteïna S del SARS-CoV-2, una espícula en forma de bolet

Una espícula (o peplòmer) és una glicoproteïna de la càpsida (per tant, d'un virus). Aquestes protuberàncies només s'uneixen a certs receptors de la cèl·lula hoste; són essencials tant per l'especificitat de l'hoste com per a la infectivitat viral.
Les fibres de cua d'alguns bacteriòfags, especialment com el T4 o semblants, són espícules modificades.